# ブレーンセンター
座標: 北緯34度41分33.4秒 東経135度30分50.9秒 / 北緯34.692611度 東経135.514139度
株式会社ブレーンセンター（英称：Brain Center Inc.）は、出版社として創業した、日本の企画制作会社。

## 概要
1975年（昭和50年）10月に大阪市北区天満（旧町名：空心町）で、稲田紀男（現代表取締役）と清水信夫（現「マイ奈良」編集長、株式会社ブレーンセンター取締役）と2人で、出版社としてブレーンセンターを立ち上げる。
1979年 （昭和54年）に法人設立。出版社としての実績をつくる一方で、編集ノウハウを活かした受注生産型の企業広報物の受託事業も開始する。1980年代後半から「IR（投資家向け広報）」支援事業に進出し、1990年代後半には「環境・CSR支援事業」に進出した。
法人設立から12年目の1992年（平成4年）、大阪市北区天満にコーポレートアイデンティティを兼ねた本社ビルとして、「ビル全体が自然の風で動く彫刻」になっている「 風の万華鏡（総合設計：新宮晋）」が竣工。2016年（平成28年）現在も同社の本社ビルとして機能している。
2000年代からは、日本企業のグローバル化を見据えて「企業コミュニケーションのグローバル化」の研究を本格化する。
2011年（平成23年）には40%の株を持つ社員持株会を発足させ、現在に至る。

## 主な発行書籍
- 村野藤吾対話集「建築をつくる者の心」なにわ塾叢書 第4巻　1981年発行[14]
- 東松照明写真集「さくら桜サクラ」全2巻　1990年発行[14][15]
- 太田順一写真集「群集のまち」　2007年発行[14]
- 森晴樹、村上知彦、春岡勇二、ガンジー石原、山口由美子、小堀純講話集「『プガジャ』の時代」　2008年発行[14]
- 福岡道雄エッセイ集「つくらない彫刻家」　2012年発行[14]
- 新宮晋スケッチブック「ぼくの頭の中　Inside My Thinking」（全文和英併記、新宮晋手書き）2013年発行[14][15]
- 後藤正治ノンフィクション集 全10巻　2016年3月完結[14][16]

## 主な役員
代表取締役　稲田紀男
専務取締役　平石隆生
清水信夫（「マイ奈良」編集長）
畑祥雄（関西学院大学教授・大阪国際メディア図書館 代表理事）